# Carolina Challenge Cup
A Carolina Challenge Cup é uma competição de pré-temporada entre quatro equipes organizada pela Charleston Battery. Foi iniciado em 2004 e conta com equipes da Major League Soccer e da United Soccer Leagues.  O Columbus Crew derrotou o DC United no saldo de gols para vencer a competição de 2004, enquanto o San Jose Earthquakes venceu a competição de 2005. O Houston Dynamo, venceu as versões de 2006 e 2007.  O San Jose Earthquakes venceu novamente o torneio em seu retorno à MLS em 2008, enquanto o Real Salt Lake conquistou o título em sua estréia em 2009. 
Nos primeiros anos do torneio, o campeão tinha ganho um dos dois troféus da MLS no fim de ano, a Supporters 'Shield ou o MLS Cup . Essa sequência terminou em 2008, quando San Jose Earthquakes não conseguiu chegar aos playoffs, consequentemente perdendo os dois títulos. Entre 2008 e 2010, previu o vencedor da MLS Cup ou a equipa com o pior registo no campeonato. San Jose e DC United tiveram os piores recordes em 2008 e 2010, respectivamente, enquanto o Real Salt Lake venceu a MLS Cup de 2009 . 

## Formato
O torneio sempre contou com quatro clubes em um formato round-robin, com cada clube jogando três partidas ao longo de uma semana. 

## História
A competição em formato de copa foi criada em 2004 pelo Charleston Battery, que convidou equipes da Major League Soccer para participar. Foi a primeira competição organizada por uma equipe da liga inferior a apresentar equipes da MLS durante a pré-temporada. 
A copa não foi realizada em 2016, optando por manter amistosos individuais com o Saint Louis FC, o Wilmington Hammerheads e o New York Cosmos  A Carolina Challenge Cup foi retomada em 2017. 

### Coffee Pot Cup
Um dos destaques das competições realizadas até agora é a Coffee Pot Cup, um jogo entre o DC United e o anfitrião Charleston Battery, tornando-se um raro exemplo de uma rivalidade da equipe MLS-USL. A história por trás disso vem de um incidente pós-jogo após a Terceira Rodada da U.S. Open Cup de 1999, onde Charleston fez uma chocante virada no extra time por 4-3 em casa sobre o DC. 
Mais recentemente, as equipes competiram na final de 2008 da Lamar Hunt US Open Cup, quando o DC United derrotou o Charleston por 2 a 1 em 3 de setembro de 2008 no RFK Stadium .

## Resultados
| Ano  | 1º Lugar             | 2º Lugar               | 3º Lugar           | 4º Lugar               |
| ---- | -------------------- | ---------------------- | ------------------ | ---------------------- |
| 2004 | Columbus Crew        | D.C. United            | Charleston Battery | Wilmington Hammerheads |
| 2005 | San Jose Earthquakes | D.C. United            | Columbus Crew      | Charleston Battery     |
| 2006 | Houston Dynamo       | D.C. United            | Charleston Battery | New York Red Bulls     |
| 2007 | Houston Dynamo       | Toronto FC             | New York Red Bulls | Charleston Battery     |
| 2008 | San Jose Earthquakes | Charleston Battery     | New York Red Bulls | Toronto FC             |
| 2009 | Real Salt Lake       | Toronto FC             | D.C. United        | Charleston Battery     |
| 2010 | D.C. United          | Real Salt Lake         | Toronto FC         | Charleston Battery     |
| 2011 | D.C. United          | Charleston Battery     | Chicago Fire       | Toronto FC             |
| 2012 | D.C. United          | Chicago Fire           | Columbus Crew      | Charleston Battery     |
| 2013 | Chicago Fire         | Vancouver Whitecaps FC | Charleston Battery | Houston Dynamo         |
| 2014 | D.C. United          | Seattle Sounders FC    | Houston Dynamo     | Charleston Battery     |
| 2015 | Houston Dynamo       | New York City FC       | Charleston Battery | Orlando City SC        |
| 2016 | Não Realizado        | Não Realizado          | Não Realizado      | Não Realizado          |
| 2017 | Columbus Crew SC     | Atlanta United         | Charleston Battery | Seattle Sounders FC    |
| 2018 | Columbus Crew SC     | Charleston Battery     | Atlanta United     | Minnesota United       |
| 2019 | Columbus Crew SC     | Chicago Fire           | FC Cincinnati      | Charleston Battery     |